# Хискиас фон Хоенлое-Валденбург-Пфеделбах
Хискиас фон Хоенлое-Валденбург-Пфеделбах (на немски: Hiskias von Hohenlohe-Waldenburg-Pfedelbach; * 8 септември 1631 в Пфеделбах; † 6 февруари 1685 в Пфеделбах) е граф на Хоенлое-Валденбург-Пфеделбах.
Той е малкият син на граф Лудвиг Еберхард фон Хоенлое-Валденбург-Пфеделбах и Глайхен (1590 – 1650) и съпругата му Доротея фон Ербах (1593 – 1643), дъщеря на граф Георг III фон Ербах и Мария фон Барби-Мюлинген. По-големият му брат ‎Фридрих Крафт умира през 1681 г. без наследник.
Хискиас умира на 6 февруари 1685 г. на 53 години в Пфеделбах и е погребан в Йоринген.

## Фамилия
Хискиас се жени на 27 май 1666 г. във Валденбург за Доротея Елизабет фон Хоенлое-Валденбург (* 12 октомври 1650 във Валденбург; † 29 ноември 1711 в Ингелфинген), дъщеря на граф Филип Готфрид фон Хоенлое-Валденбург (1618 – 1679) и Анна Кристина фон Лимпург-Зонтхайм (1618 – 1685). Те имат децата:
- Кристиана Доротея Августа (1667 – 1675)
- Лудвиг Готфрид фон Хоенлое-Валденбург (1668 – 1728), женен 1689 г. за графиня Луиза Шарлота фон Хоенлое-Лангенбург (1667 – 1747), дъщеря на граф Хайнрих Фридрих фон Хоенлое-Лангенбург († 1699), няма деца
- Йохан Фридрих (1670 – 1679)
- Ернеста София (1671 – 1672)
- Карл Крафт (1673 – 1678)
- Филип Христиан (1673 – 1677)
- Вилхелмина Доротея (1675 – 1676)
- Вилхелмина Сибила Шарлота (1678 – 1695)
- Мария Катарина София (1680 – 1761), омъжена на 6 декември 1701 г. за граф Кристиан Крафт фон Хоенлое-Ингелфинген (1668 – 1743), син на граф Хайнрих Фридрих фон Хоенлое-Лангенбург
- Кристиана Юлиана (1682 – 1724)